# Ida Sand
Ida Sand, eigentlich Ida Kristina Sandlund (* 5. November 1977 in Stockholm) ist eine schwedische Soul- und Jazzmusikerin (Gesang, Piano, E-Piano).

## Leben und Wirken
Sands Vater war ein bekannter Opernsänger, der 30 Jahre lang an der Stockholmer Königlichen Oper engagiert war, ihre Mutter Kirchenmusikerin. Mit acht Jahren begann sie mit dem Cellospiel, spielte dann Klavier und ging mit 16 Jahren auf das Stockholmer Musikgymnasium, zwei Jahre später an die Musikhochschule von Göteborg, wo sie auch in der Jazzszene, in Nachtclubs, Pianobars und Soulclubs auftrat. Nach ihrer Entdeckung durch Nils Landgren arbeitete sie als freischaffende Sängerin und Pianistin u. a. mit Eric Gadd, Bo Kaspers, Jerry Williams, Uno Svenningsson und Jennifer Brown. 2007 legte sie bei ACT ihr Debütalbum Meet Me Around Midnight vor, auf dem sie Musiker wie Lars Danielsson und Jan Lundgren begleiteten; bisher (2021) folgten vier weitere Alben unter eigenem Namen. Weiterhin war sie an Nils Landgrens Alben Licence to Funk (2007) sowie Christmas with My Friends III (2011) und IV (2014) beteiligt.
Sand ist mit dem Gitarristen Ola Gustafsson verheiratet, der auch ihr Album True Love produzierte.

## Diskographische Hinweise
- True Love (ACT, 2008), mit Peter Asplund, Magnus Lindgren, Ola Gustafsson, Mattias Torell, Peter Forss, Per Lindvall, Ingela Olson, Andre De Lang
- The Gospel Truth (ACT, 2012), mit Mattias Thorell, Thobias Gabrielsson, Andres Hedlund sowie Raul Midón, Steve Gadd, Joe Sample, Magnus Lindgren, Nils Landgren
- Young at Heart (NAX, 2015)
- My Soul Kitchen (ACT, 2018)
- Do You Hear Me? (ACT, 2021)[4]